# Hirasea chichijimana
Hirasea chichijimana is een slak uit de familie van de Endodontidae. De soort is endemisch in Japan.